# Dolophones tuberculata
Dolophones tuberculata är en spindelart som först beskrevs av Eugen von Keyserling 1886.  Dolophones tuberculata ingår i släktet Dolophones och familjen hjulspindlar.
Artens utbredningsområde är New South Wales. Inga underarter finns listade i Catalogue of Life.